# Illiciaceae
Illiciaceae es una familia  de plantas con semillas que en sistemas de clasificación antiguos, junto con las Schisandraceae y Winteraceae, se la considera perteneciente al orden Illiciales, sinonimia (Austrobaileyales), pero según sistemas de clasificación modernos, esta familia está circunscrita por Illicum y Schisandra, entre otros géneros, en el orden Austrobaileyales (véase AP-website), en este sistema de clasificación es sinónimo de Schisandraceae. Véase Schisandraceae para más información.
Si se la considera circunscrita con un único género, Illicium, sus casi 40 especies se distribuyen por el sureste de Asia, sureste de EE. UU. y las Antillas, y todas ellas se consideran incluidas en el género Illicium.

## Características
Plantas de porte arbóreo y arbustivo, cuyas hojas son alternas y no estipuladas, poseen flores hermafroditas. Su polen es tricolpado.

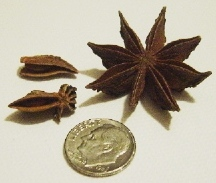
Anís estrellado, fruto de Illicium verum

Su fruto es muy característico: en Illicium verum es un polifolículo llamado anís estrellado. Lo integran ocho carpelos monospermos rectos, en disposición estrellada. Dado su aroma anisado se emplea como aromatizante.